# Мелетий Ардамерски
Мелетий (на гръцки: Μελέτιος, Мелетиос) е гръцки духовник, ардамерски епископ в началото на XVIII век.

## Биография
Епископ Мелетий Галатищки (Γαλάτζητας) е автор на писмо до кардинал Франческо Барберини (1597–1679). Очевидно, съдейки по титлата му, при управлението на Мелетий седалището на епархията е преместено в Галатища. Епископията понякога се нарича „Ардамерска и Галатищка“ (’Αρδαμερίου καί Γαλατίστης). В събора, свикан в 1638 година, от патриарх Кирил II Кондарис за анатемосване на калвиниста Кирил I Лукарис, взима участие и Мелетий бивш Ардамерски (ό πρφην ’Αρδαμερίου Μελέτιος).